# Joan Gomis Vives
Joan Gomis Vives (Manacor, 9 d'abril de 1935 - Porto Cristo, 31 de maig de 2003). Des de ben jove es va dedicar a la pesca submarina, guanyant nombrosos trofeus i campionats:
- Campió del món 1961
- Campió Euroafricà 1964, 1966 i 1968
- Campió d'Espanya 1965, 1966, 1967 i 1974

Des de 1967 se celebra a Porto Cristo el torneig anual de pesca submarina, que porta el seu nom; Trofeu Joan Gomis. També porta el seu nom el Poliesportiu i un carrer de Porto Cristo.
Ha rebut també nombroses distincions tant a nivell nacional com local, per exemple una creu d'or al mèrit esportiu i dues de plata, la A d'or de s'Agrícola i és fill il·lustre de Manacor entre d'altres.